# غابات الأراضي المنخفضة في مدغشقر
غابات الأراضي المنخفضة في مدغشقر أو غابات مدغشقر الرطبة هي منطقة بيئية للغابات الاستوائية الرطبة عريضة الأوراق توجد على الساحل الشرقي لجزيرة مدغشقر، وهي موطن لمزيج نباتي وحيواني مستوطن بنسبة 80 إلى 90٪، مع غابات الشرق من الواضح أنها موقع مهم بشكل خاص لهذا الاستيطان. وهي مدرجة في قائمة Global 200 للمناطق البيئية المتميزة.

## الجغرافية
تشكل المنطقة البيئية شريطًا ضيقًا من غابات الأراضي المنخفضة بين الساحل الشرقي لمدغشقر والنجاد الوسطى الجبلية، من مستوى سطح البحر إلى ارتفاع 800 متر (2600 قدم). تبلغ مساحتها حوالي 112.600 كيلومتر مربع (43.500 ميل مربع). تقع المنطقة البيئية تحت التأثير المباشر للرياح التجارية المحيطية، التي تحافظ على مناخ دافئ ورطب؛ يتجاوز معدل هطول الأمطار 2000 ملم سنويًا ويمكن أن يصل إلى 6000 ملم في شبه جزيرة ماسوالا.
وتمتد غابات الأراضي المنخفضة من ماروجيجي في الشمال إلى الركن الجنوبي الشرقي من الجزيرة. عند الحافة الشمالية للمنطقة البيئية حول فوهيمار، تتحول الغابات الرطبة إلى منطقة الغابات النفضية الجافة. إلى الشرق، على ارتفاع حوالي 800 متر (2600 قدم)، تنتقا غابات الأراضي المنخفضة تدريجياً إلى منطقة غابات شبه رطبة. يقع الطرف الجنوبي للمنطقة البيئية عند قمة جبال أنوسيين، حيث يمثل الحزام الضيق من الغابات الانتقالية الجافة الانتقال إلى منطقة بيئة الغابات الشوكية الجافة في صحراء الظل المطري.

## النباتات
تتميز غابات الأراضي المنخفضة بغابات كثيفة دائمة الخضرة، 82% منها من الأنواع المستوطنة، مع ظل شجر يتجاوز 30 مترًا (98 قدمًا). تشمل أنواع الظل النموذجية الساسم والخرمال وأوكوتة وسمفونية (نبات) وTambourissa؛ الأنواع البارزة من كناريون (نبات) وألبيزيا والنوع المرتفع فوق الظل Neobrochoneura acuminata . تتمتع غابات الأراضي المنخفضة بتنوع غني في أنواع الكاذي والنخيل والخيزران والسحلب. على الارتفاعات الأعلى تصبح الأشجار أقصر ولها نمو أكثر كثافة.

## الحيوانات
تمثل غابات الأراضي المنخفضة خزانًا كبيرًا للتنوع والاستيطان. يتم تمثيل جميع أجناس الثدييات المستوطنة في مدغشقر تقريبًا هناك، بما في ذلك جميع فصائل الليمور الخمس.

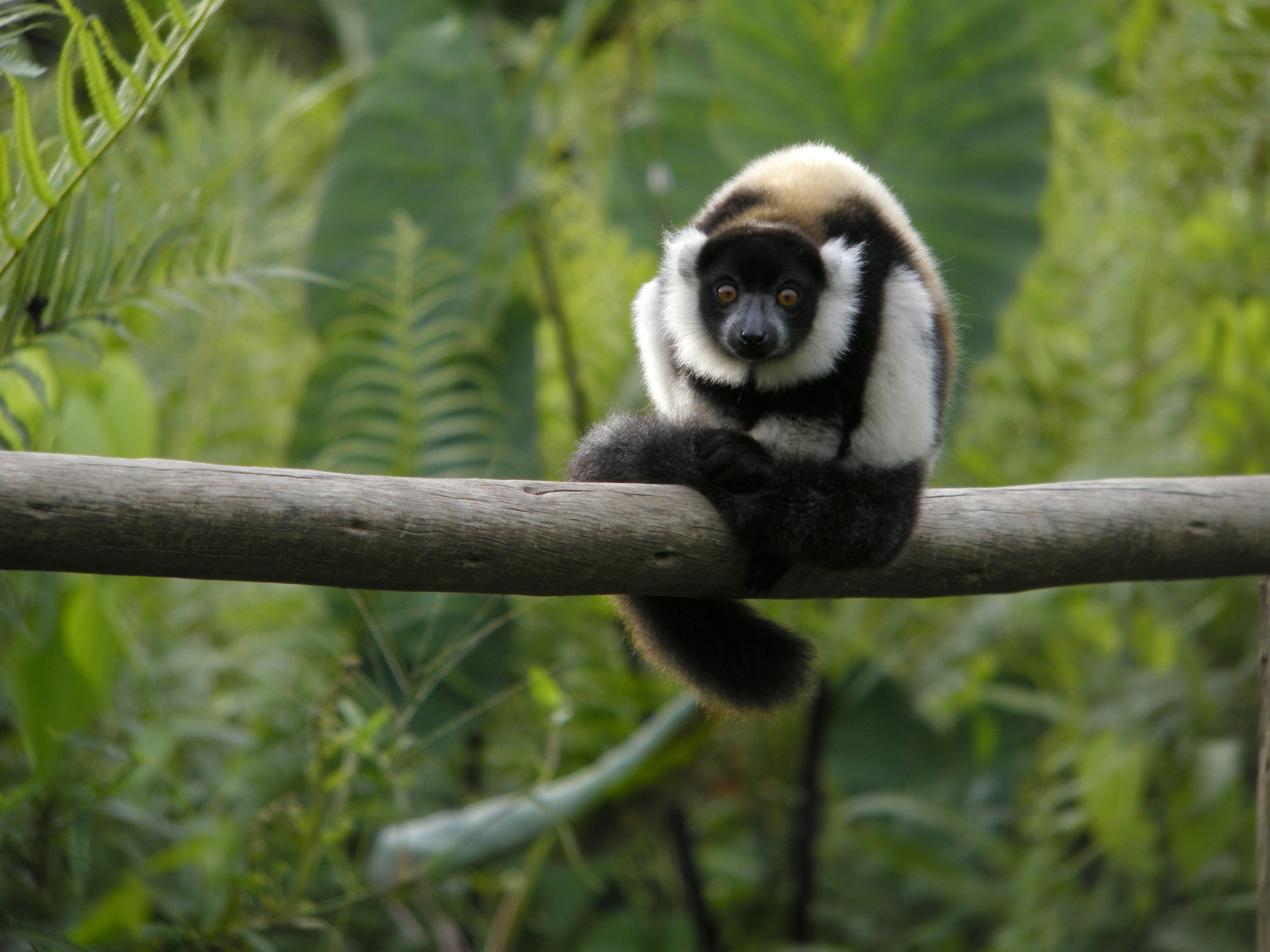
ليمور مطوق أسود وأبيض (Varecia variegata)

خمسة عشر نوعًا ونويعًا من الليمور المستوطنة وشبه المستوطنة في المنطقة البيئية، بما في ذلك آيآي (Daubentonia madagascariensis)، والليمور القزم مشعر الأذنين (Allocebus trichotis)، وكلاهما من الليمور المطوق (Varecia variegata، V.rubra).، أندري شايع، الليمور الصوفي الشرقي (Avahi laniger)، السيفاكا المكلل (Propithecus diadema)، سيفاكا ميلن ادواردز (P. edwardsi)، ليمور الخيزران الذهبي (Hapalemur aureus)، ليمور الخيزران الكبير (Prolemur).
بالإضافة إلى الليمور، تعد الغابة موطنًا لسبعة أجناس مستوطنة من القوارض، وستة أجناس مستوطنة من الحيوانات آكلة اللحوم والعديد من أنواع الخفافيش. تشمل الحيوانات النادرة نمس بني الذيل (Salanoia concolor).

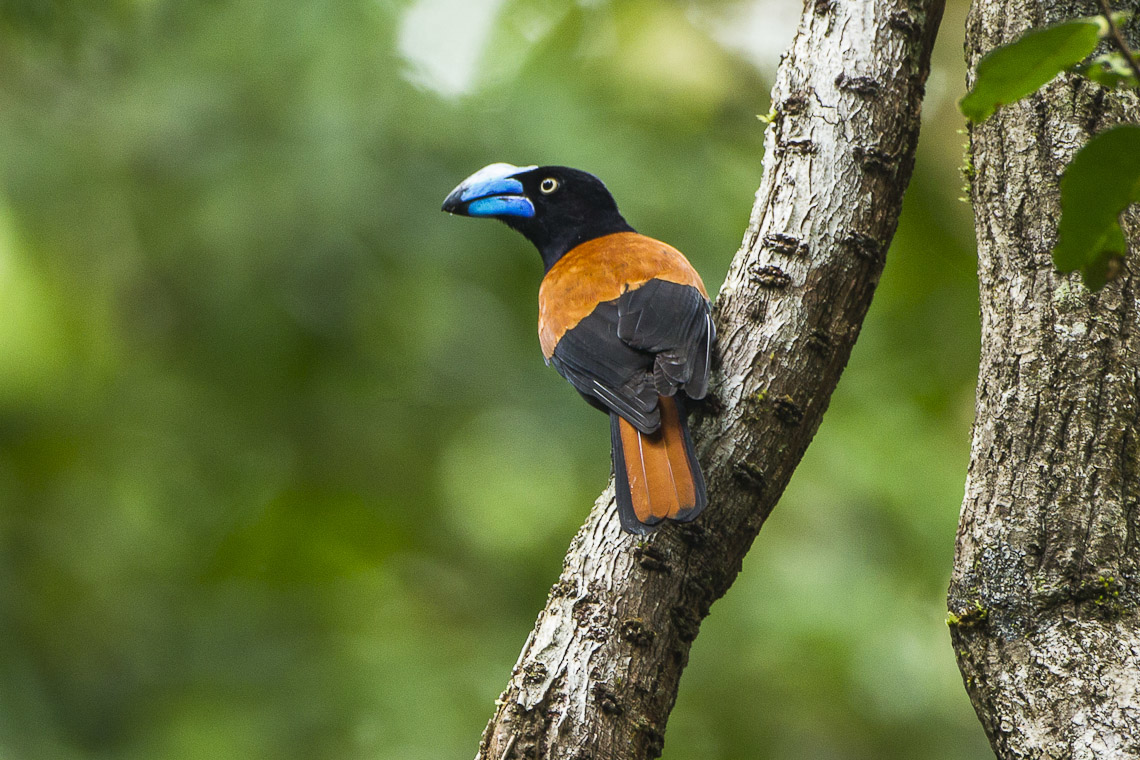
ضغام (Euryceros prevostii)

تعد غابات الأراضي المنخفضة موطنًا للعديد من أنواع الطيور المستوطنة والمحدودة النطاق. من بين 165 نوعًا من الطيور الموجودة في مدغشر، هناك 42 نوعًا مستوطنًا في المنطقة، مثل طائر نيوتونيا حمراء الذيل النادر (Newtonia fanovanae). هذاب بني (Mesitornis unicolor)، الكوا أحمر الصدر (Coua serriana)، شقراق أرضي حرشفي (Geobiastes squamiger)، كاسر الجوز مرجاني المنقار (Hypositta corallirostris)، الضغام (Euryceros prevostii)، فانكا بيرنييه (Oriolia bernieri)، نيوتونيا حمراء الذيل. (Newtonia fanovanae) وتتراكا داكنة (Xanthomixis Tenebrosa) مستوطنة إلى حد كبير في غابات الأراضي المنخفضة، وتوجد أحيانًا في الغابات الجبلية المنخفضة. عقاب الأفعى المدغشقري (Eutriorchis astur)، شقراق أرضي قصير الأرجل (Brachypteracias leptosomus)،بومة حمراء مدغشقرية (Tyto soumagnei)، فانكا حبوب اللقاح (Xenopirostris polleni)، وذيل الإيمو البني (Bradypterus brunneus) يعيشون في كل من غابات الأراضي المنخفضة و الغابات الجبلية. يُعد طائر فانكا الأصهب (Schetba rufa) والحمامة الخضراء المدغشقرية (Treron australis) من الطيور المنتشرة في الأراضي المنخفضة في مدغشقر والتي تسكن غابات الأراضي المنخفضة الرطبة وكذلك الغابات الجافة في غرب الجزيرة.

## التهديدات والصون
لقد تم الحفاظ على الغابات المطيرة في الأراضي المنخفضة في مدغشقر بشكل أفضل بصورة عامة في الهضبة الوسطى المرتفعة، ولكن لا تزال هناك خسائر كبيرة. يعد نشاط القطع والحرق على نطاق واسع في الغابات المطيرة في الأراضي المنخفضة أحد الأسباب الرئيسية لتدهور الموائل. القطع والحرق هي طريقة يستخدمها أحيانًا المزارعين المتنقلين لإنتاج غلات قصيرة المدى من التربة الحدية. عند ممارسة هذه الممارسة بشكل متكرر، أو دون فترات راحة، قد تفقد التربة الفقيرة مغذياتها أو تتآكل وتتحول إلى تربة غير منتجة. وثمة تهديد آخر يتمثل في الاستغلال الانتقائي لبعض الأنواع، مثل النخيل والكياثون.
10.79% من المنطقة البيئية تقع في مناطق محمية، بما في ذلك المتنزهات والمحميات الوطنية. وهي تشمل
- Ambato Atsinanana
- Analamazaotra National Park
- Andasibe-Mantadia National Park
- منتزه أندوهايلا الوطني
- Kalambatritra Reserve
- Manombo Special Reserve
- متنزه ماروجيجي الوطني
- Ranomafana National Park
- Mangerivola Special Reserve
- Masoala National Park
- Tsitongambarika
- Zahamena National Park

## معرض الصور

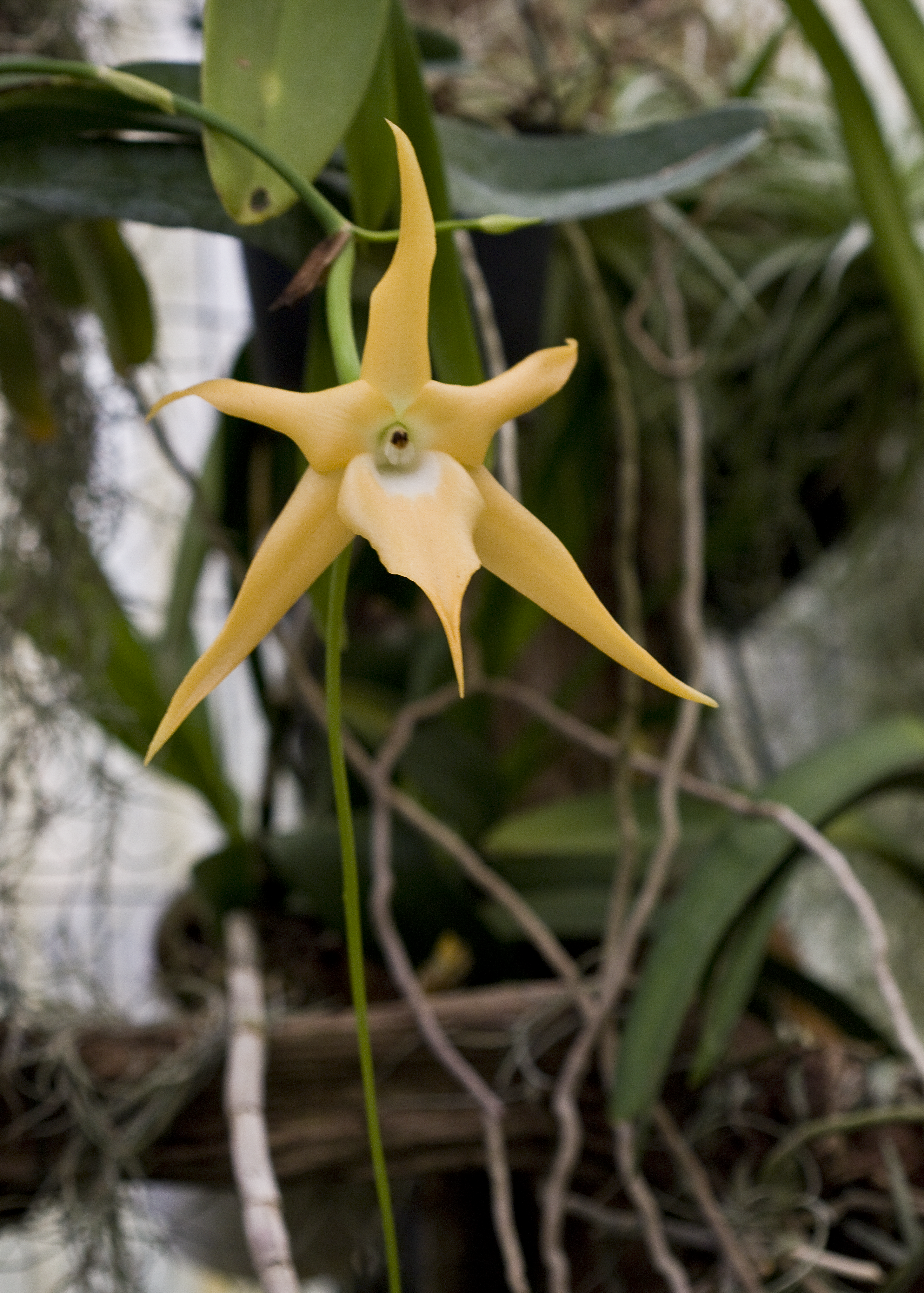
Angraecum sesquipedale, one of over 900 orchids in Madagascar
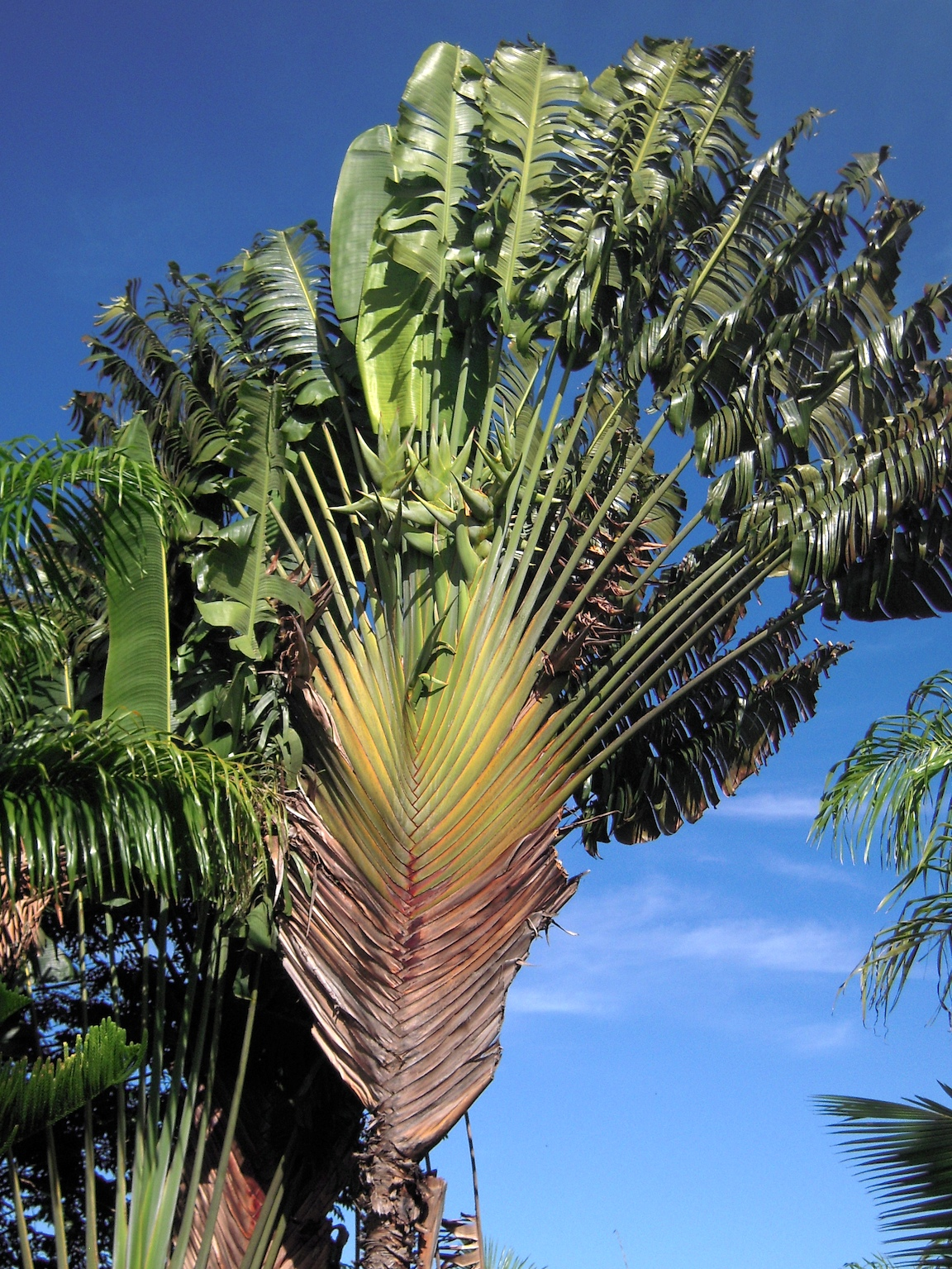
رعامة (Ravenala madagascariensis), Madagascar's national emblem
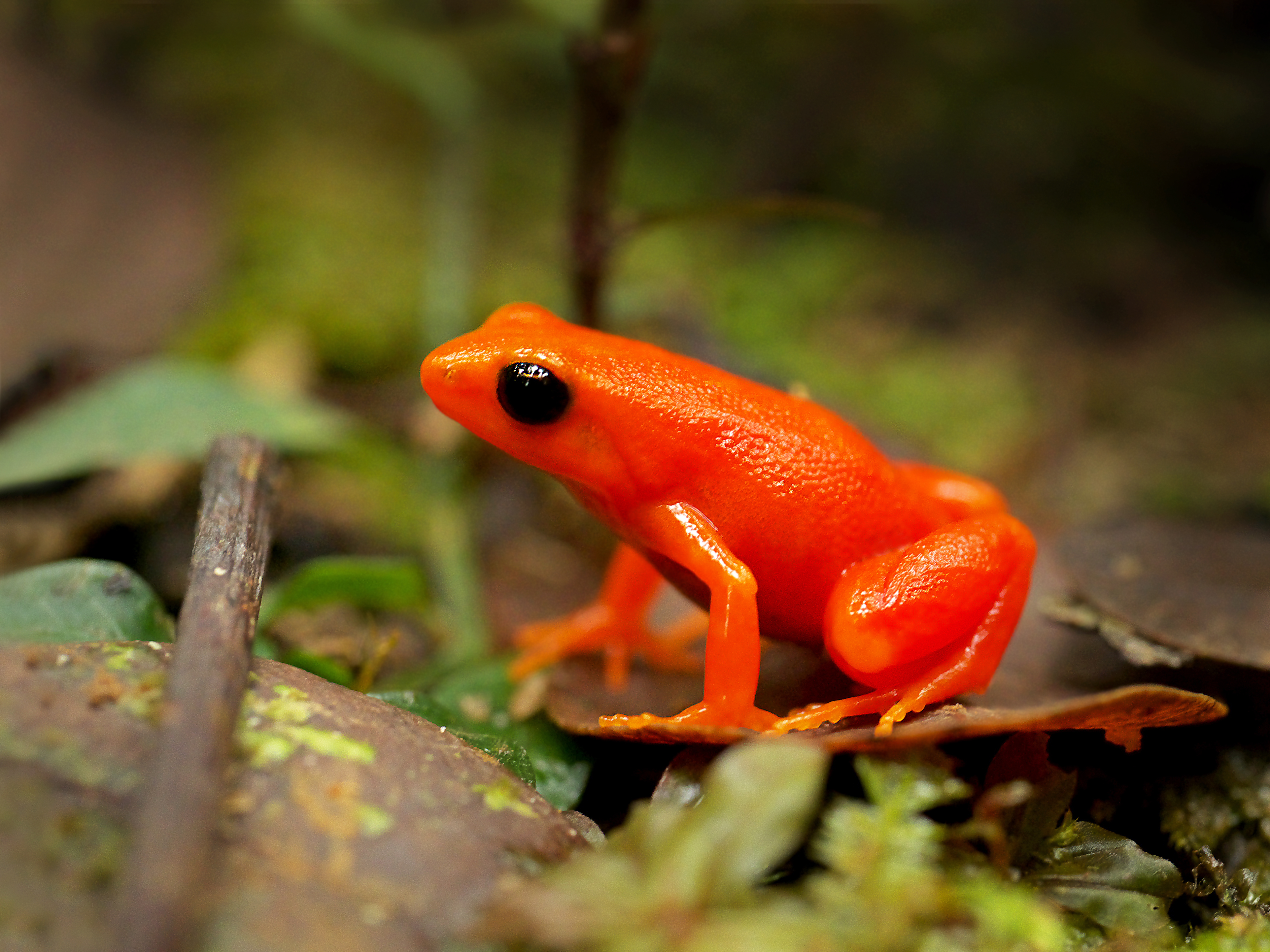
ضفدع مانتيلا ذهبي (Mantella aurantiaca), an endangered frog endemic to the eastern rainforests.
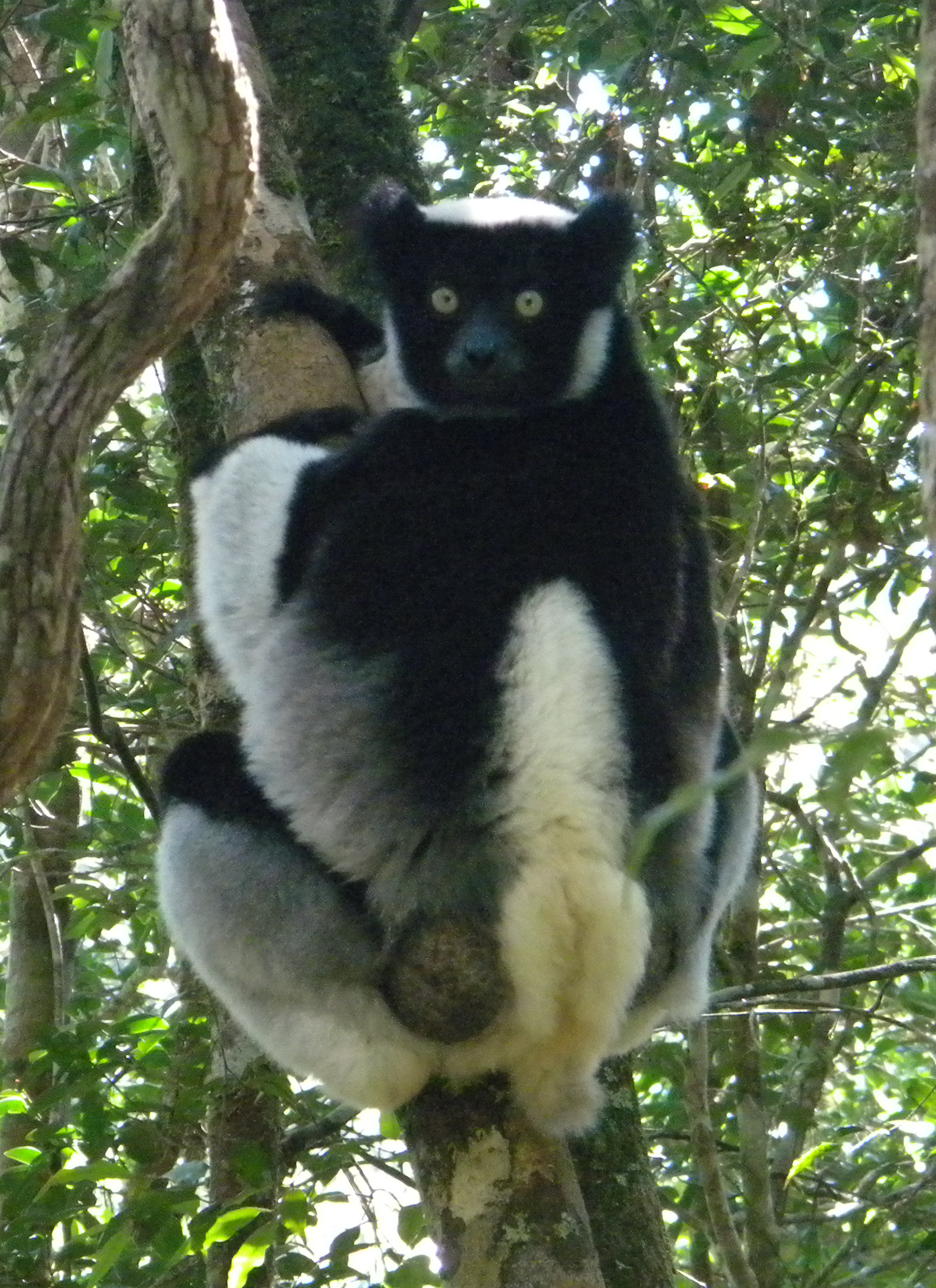
إندري شائع (Indri indri), the largest living ليمور
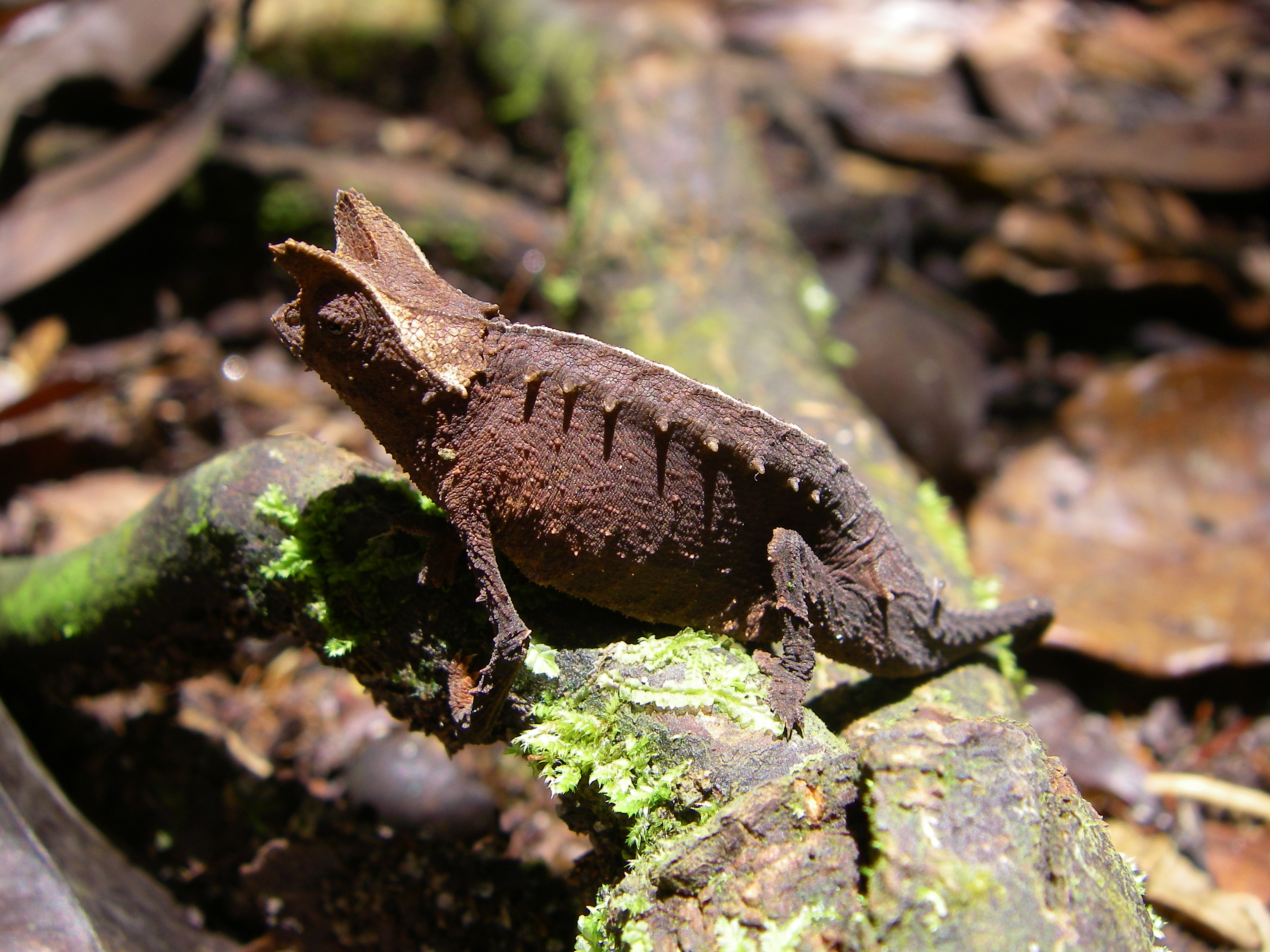
Brown leaf chameleon (Brookesia superciliaris)

## روابط خارجية
- "Madagascar lowland forests". Terrestrial Ecoregions. World Wildlife Fund.
- Rainforests of Madagascar (WildMadagascar.org)